# Fangalana
Le Fangalana une tradition typiquement malgache (dans l'est de Madagascar, région atsinanana), associée à un décès.

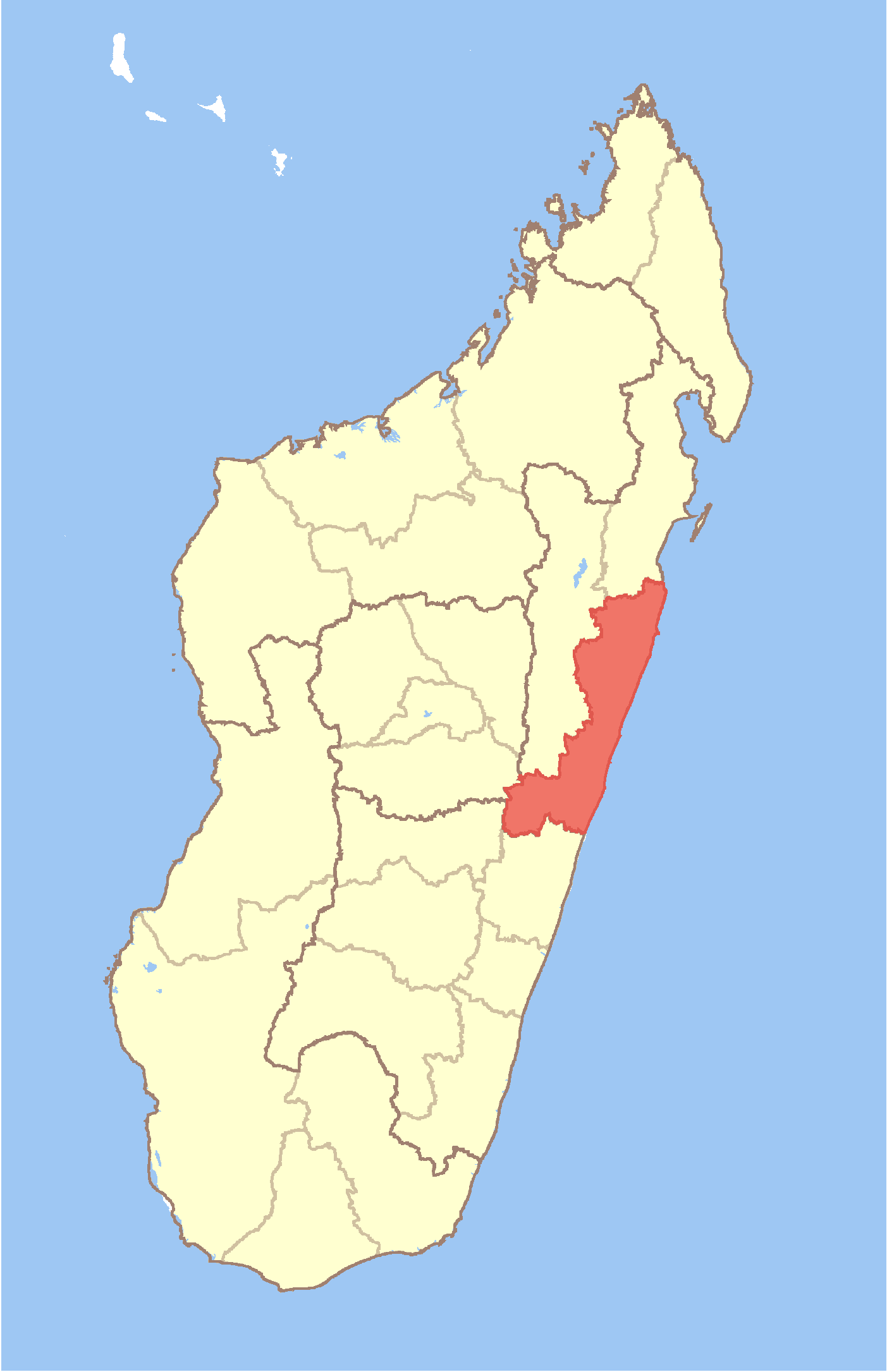
Localisation de la région Atsinanana sur Madagascar.

Lors du décès d'une personne, un membre de la famille du décédé fait du porte à porte pour collecter la participation de chaque foyer. Cela peut être du riz, du café, de l'argent, etc. La valeur n'a pas d'importance, ce qui compte au sein du village, c'est l'apport de chacun à la douleur de la famille du défunt.